# De bezeten bezitter
De bezeten bezitter is het honderdachtennegentigste stripverhaal uit de reeks van Suske en Wiske. Het is geschreven en getekend door Paul Geerts. Het werd gepubliceerd in De Standaard en Het Nieuwsblad van 24 juni 1989 tot en met 3 november 1989. 
De eerste albumuitgave in de Vierkleurenreeks was in november 1989, met albumnummer 222.

## Locaties
- Brazilië, rivier Xingu, goudzoekersstad Batida de Oro met vliegveld, land in oerwoud, Schiphol

## Personages
- Suske, Wiske, tante Sidonia, Lambik, Jerom, Theofiel Boemerang en zijn vrouw Celestien, salesmanager, goudzoekers, indianen, medewerkers multinationals

## Het verhaal
Lambik heeft er genoeg van dat hij almaar moet betalen en niet rijk zal worden als "eerlijk werkend mens". Als Theofiel en Celestien Boemerang langskomen, die erg rijk blijken te zijn geworden en in dure kleding rondlopen, is Lambik geïnteresseerd in het kopen van een stukje grond. Als hij hoort dat hij eerst bomen moet kappen in het oerwoud van Brazilië om bij goud te kunnen komen, aarzelt hij. Maar Theofiel weet hem over te halen met zijn verhalen. Theofiel geeft bovendien een vliegticket waarmee Lambik direct naar zijn aangekochte grond kan afreizen.
Alhoewel Theofiel tegen Lambik vertelde dat hij maar liefst vijf auto's bezat, komen hij en Celestien bij tante Sidonia aan in een oud wagentje. Ze dragen oude kleding en vertellen dat ze nu “Bewuste Milieumilitanten” zijn geworden en niet meer in de handel zitten. Ze vertellen dat Indianen uit hun leefgebied worden gestuurd door grote multinationals, en als iedereen een klein stukje grond zou kopen zou dat deze multinationals hinderen. Suske, Wiske en tante Sidonia willen dolgraag de indianen helpen en besluiten een stukje grond te kopen in Brazilië.
Jerom komt thuis en merkt dat Lambik niet thuis is, hij vindt een briefje waarin Lambik vertelt schatrijk terug te zullen komen. Het briefje is ondertekend met "de bezeten bezitter". Jerom gaat naar het huis van tante Sidonia, waar hij hoort over de aangekochte grond in Brazilië. Hij vertrouwt Theofiel niet, maar gaat toch met zijn vrienden mee naar het stukje land bij de rivier de Xingu. Als Lambik op de luchthaven in Batida de Oro aankomt ziet hij vele goudzoekers, waar hij al snel ruzie mee krijgt. Hij vertrekt met een prauw. Vanwege aanvallen door een kaaiman en piranha's moet hij weer aan land gaan. Daar wordt Lambik aangevallen door een indiaan, die boos is omdat zijn land wordt afgepakt door blanke mensen.
Lambik bindt de indiaan vast, die de volgende ochtend toch blijkt te zijn verdwenen. Lambik krijgt het aan de stok met een anaconda en een jaguar, maar bereikt desondanks zijn stukje land. Hij zet het gebied af met borden en komt dan ook nog een reuzengordeldier tegen. Als er al vele gaten zijn gegraven, heeft Lambik nog steeds geen goud gevonden. Hij geeft het nog niet op. Als hij de laatste boom, waaronder hij nog niet heeft gegraven, wil omkappen, blijkt dit hardhout te zijn. Suske, Wiske, Jerom en tante Sidonia komen ook aan in Batida de Oro en zien een opslagplaats met legervoertuigen. Een man vertelt de voertuigen jaren geleden van Theofiel Boemerang gekocht te hebben, en de vrienden kopen een amfibievoertuig om de jungle te bedwingen.
In het dorp zien de vrienden hoe een groepje indianen wordt lastiggevallen, en Jerom komt ze te hulp. De indianen worden beschoten vanuit helikopters. Op die manier wil men ze dwingen hun gebied te verlaten, zodat de multinationals vrij spel krijgen. De vrienden besluiten de indianen naar hun nieuwe stuk grond te brengen. Jerom valt echter in de rivier en wordt per ongeluk geraakt door een verdovende pijl van de indianen als hij met kaaimannen vecht. Als de vrienden overnachten wordt ook Wiske beschoten vanuit een helikopter. Het dorp van de indianen is intussen vernietigd, maar ze vinden alle familieleden en gaan met hen naar het stukje grond. Daar bouwen ze een nieuw dorp, maar de volgende ochtend worden ze weer aangevallen door de helikopters.
Jerom springt in een helikopter en dwingt de bestuurder naar hun kamp te vliegen. Jerom komt aan in een gebied waar enorm veel bomen worden gekapt. Hij vernielt de apparatuur en de helikopter. Grote bulldozers bereiken ook het gebied van Lambik en hij vraagt de bestuurders de boom, die hij niet kan kappen, om te halen. Lambik is dankbaar, maar dan ontdekt hij dat de mannen niet alleen deze boom omver zullen halen. Ze trekken zich niks aan van zijn koopakte en een gevecht begint. Als Wiske water wil halen ziet ze allemaal bordjes, en nieuwsgierig gaat ze naar de overkant van de rivier. Wiske ziet enorm veel dieren vluchten.
Het bos brandt, en Lambik gaat mee naar de overkant van de rivier. Jerom blust het vuur en de vrienden krijgen door dat ze allemaal voor de gek zijn gehouden door Theofiel. Jerom houdt de bulldozers tegen, maar Suske en Wiske worden bedreigd door de mannen. Dan blijken de Indianen de mannen met gifpijlen te bedreigen, en de mannen moeten zich toch overgeven. Jerom vernielt alle bulldozers en de mannen krijgen een les over de waarde van het regenwoud, die toebehoort aan de Indianen. Lambik is echter terug naar zijn grond en is nog steeds op zoek naar goud, terwijl de vrienden het afgebrande bos beplanten met nieuwe struiken.
De vrienden vertrekken zonder Lambik en tante Sidonia is ontroostbaar in het vliegtuig. Als de vrienden op de luchthaven aankomen blijkt Lambik daar al te zijn, hij heeft zijn stommiteit eindelijk ingezien en wilde niet zonder zijn vrienden leven. Ze gaan gezamenlijk naar het huis van Theofiel, wat een enorme villa blijkt te zijn. Ze eisen hun geld terug en besluiten te blijven eten, krampachtig laten Theofiel en Celestien hun rijkdom zien. De maaltijd kost een fortuin en als de vrienden vertrekken nodigt tante Sidonia Celestien nog uit om langs te komen voor zelfgebakken koekjes. Door het feest zijn Theofiel en Celestien failliet. De vrienden gaan tevreden naar huis.

## Achtergronden bij het verhaal
- Ook in het album De koddige kater is Lambik op zoek naar rijkdom, zonder rekening te houden met anderen.
- Theofiel en Celestien Boemerang waren ook al buren van Sidonia in de twee na elkaar uitgekomen verhalen De Texasrakkers en De windmakers, waarin ze hun debuut in de serie maakten.